# Helen Denman
Helen Denman (n. 9 septembrie 1976, Perth, Australia de Vest, Australia) este o înotătoare australiană, medaliată olimpică. A participat la o ediție a Jocurilor Olimpice (1996) în care a câștigat două medalii de argint.